# Smedsmora försöksgård

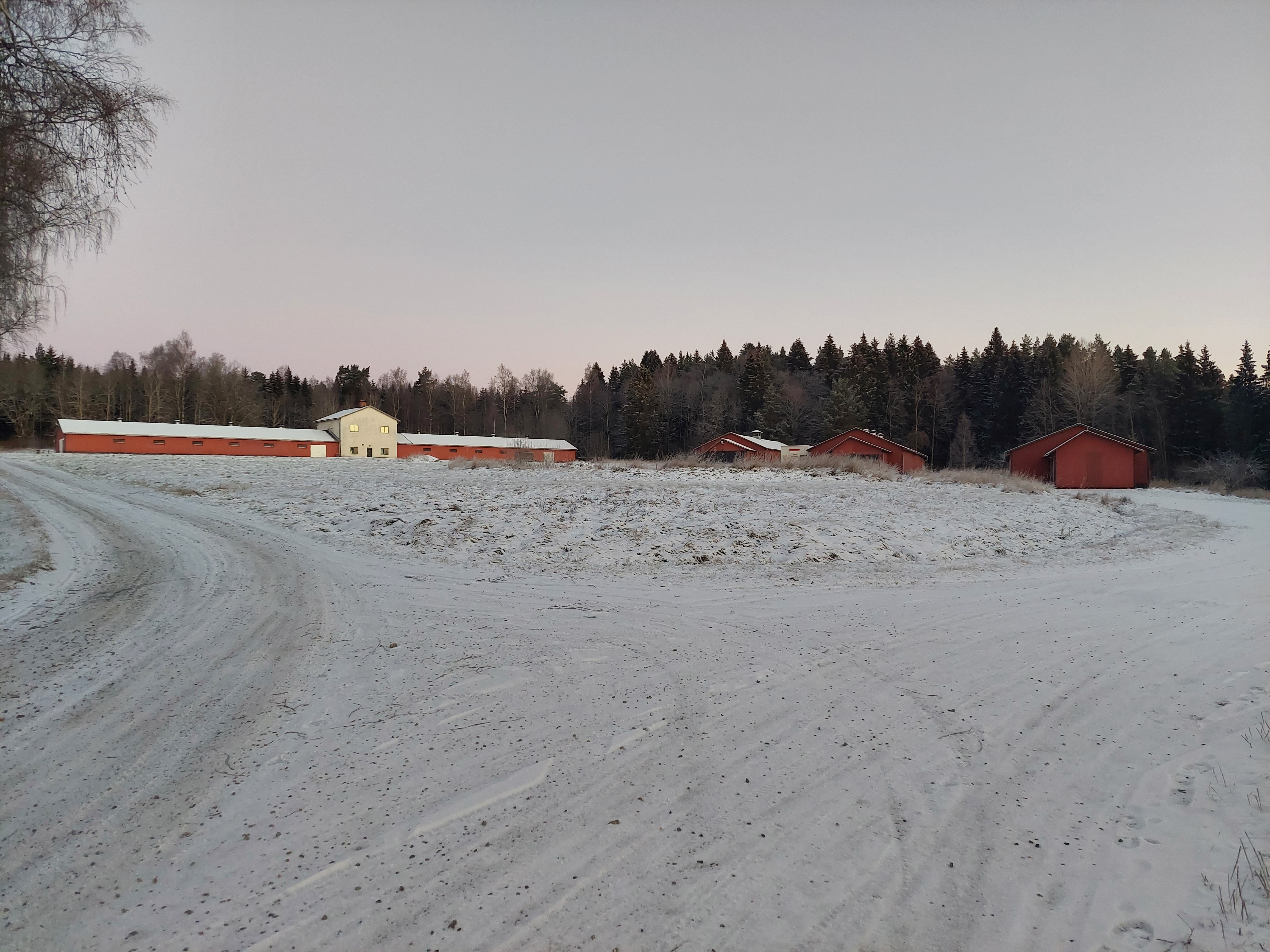
Smedsmora 2021

Smedsmora försöksgård var i bruk 1955–2007. Från 1955 pågick uppbyggnaden och vid den officiella invigningen den 2 september 1959 närvarade jordbruksminister Gösta Netzén. Gården ligger vid sjön Sparren 6 km söder om Rimbo i Norrtälje kommun. Kvar finns konferenshuset, flera lador och tomma hagar. Ett säkerhetsföretag äger i dagsläget gården och bedriver utbildning för myndigheter.
1 september 1959 skrev Norrtelje Tidning att gården består av 55 hektar och drivs i privat regi av Harald Fors & Co AB (1946–1979). Föreståndaren hette Agronomie licentiat Allan Frölich. På gården fanns då 400 grisar, c:a 3000 höns, 60 kalvar och 800 minkar "...för att man vid sidan av de mera laboratoriemässiga försöken också skall ha möjlighet att prova och utveckla sådan utrustning som firman saluför och för att kunna följa upp foderförsöken med ekonomiska kalkyler för praktisk drift.".
Vidare skrev Norrtelje Tidning "Vad som mest intresserar en icke fackman är de högst okonventionella, ja rentav revolutionerande metoder som prövas i ägg- och kycklingproduktionen. Även svinuppfödningen och uppfödningen av köttnötdjur - dock inte av biffras - har givit delvis rent uppseendeväckande resultat tack vare en lycklig förening av vetenskaplig forskning och praktisk drift. Småkalvarna t ex som på något år skall bli saftiga biffar, stimuleras med särskilda foderkarameller för att snabbt vänja sig av med den dyra mjölkdieten."

## Relevanta externa länkar
- ”Ytterligare effektiviseringar av foderverksamheten sparar 13 miljoner”. Pressmeddelande från Lantmännen. https://www.lantmannen.se/press-och-nyheter/pressmeddelanden/ytterligare-effektiviseringar-av-foderverksamheten-sparar-13-miljoner/. Läst 25 mars 2011.
- ”Svensk uppslagsbok Försöksgård”. Digitalt uppslagsverk baserat på Svensk Uppslagsbok från 1955. Arkiverad från originalet den 18 april 2013. https://archive.is/20130418125047/http://svenskuppslagsbok.se/3023/forsoksgard/. Läst 25 mars 2011.